# Общественное мнение (телепередача)
«Общественное мнение» — общественно-политическое ток-шоу, выходившее на Пятом канале и на 1-м канале Останкино с 1986 по 1988 и с 1992 по 1993 год. В передаче впервые на советском телевидении в прямом эфире проводилось голосование телезрителей.
Вопросы для голосования телезрителей публиковались заранее в газете «Программы радио и ТВ».
За создание популярных программ «Общественное мнение», «Музыкальный ринг» и «Телекурьер» в 1989 году авторы передач Тамара и Владимир Максимовы были удостоены премии Союза журналистов СССР.